# Мемориальный музей Тараса Шевченко (Оренбург)
Мемориальный музей-гауптвахта Тараса Шевченко — музей в честь украинского поэта и писателя, который был в ссылке в Оренбурге, открытый в 1989 году. Входит в состав Музея истории Оренбурга.

## История
В 1989 году был открыт мемориальный музей-гауптвахта во время празднования 175-летнего юбилея Тараса Шевченко. Здание, в котором расположился музей, было построено в 1843 году для нужд канцелярии одного инженерного подразделения. Именно в этом здании в апреле 1851 года находился под арестом знаменитый украинский поэт и художник, арестованный за участие в тайной организации, вошедшей в историю как Кирилло-Мефодиевское братство.
В музее представлена типичная обстановка гауптвахты XIX века — маленькая камера, караульное помещение, а на окнах массивные кованые решетки, которые изображены на одном из рисунков Шевченко.
Экспонаты представленные вниманию посетителей в главном зале, подробно отражают этапы судьбы Тараса Шевченко, а именно: документы о пребывании Шевченко в Орске, Аральской экспедиции, Оренбурге, а также о семи годах пребывания на полуострове Мангышлак, на территории нынешнего Казахстана. Под арестом на гауптвахте Тарас Шевченко оказался из-за нарушения запрета — император Николай I запретил ссыльному поэту писать и даже рисовать, однако вдохновившись участием в научной экспедиции, Шевченко проигнорировал это указание и создал несколько портретов жителей Оренбурга.
Среди экспонатов музей также полотенца, сотканные и расшитые правнучкой поэта Е. В. Ковтун, произведения Шевченко в переводах на японский, старый портрет, присланный из Днепропетровска, настенное блюдо из фаянса, работы известного украинского мастера Б. П. Паняды и многое другое. В создании музея принимали участие заслуженный деятель искусств и лауреат Государственной премии Украины А. В. Гайдамака, старший научный сотрудник, а сейчас заместитель директора по научной работе Национального музея Тараса Шевченко В. М. Яцюк, музейные работники в Оренбурге Р. П. Чубарева, Т. М. Артюшенко, художники А. А. Власенко, В. Н. Еременко и другие.